# Municipio de Gasconade (condado de Laclede)
El municipio de Gasconade (en inglés: Gasconade Township) es un municipio ubicado en el condado de Laclede en el estado estadounidense de Misuri. En el año 2010 tenía una población de 905 habitantes y una densidad poblacional de 2,79 personas por km².

## Geografía
El municipio de Gasconade se encuentra ubicado en las coordenadas 37°35′23″N 92°20′6″O / 37.58972, -92.33500. Según la Oficina del Censo de los Estados Unidos, el municipio tiene una superficie total de 324.55 km², de la cual 323,03 km² corresponden a tierra firme y (0,47 %) 1,51 km² es agua.

## Demografía
Según el censo de 2010, había 905 personas residiendo en el municipio de Gasconade. La densidad de población era de 2,79 hab./km². De los 905 habitantes, el municipio de Gasconade estaba compuesto por el 96,24 % blancos, el 1,66 % eran amerindios, el 0,44 % eran asiáticos, el 0,11 % eran de otras razas y el 1,55 % eran de una mezcla de razas. Del total de la población el 2,54 % eran hispanos o latinos de cualquier raza.